# Salto Yosemite

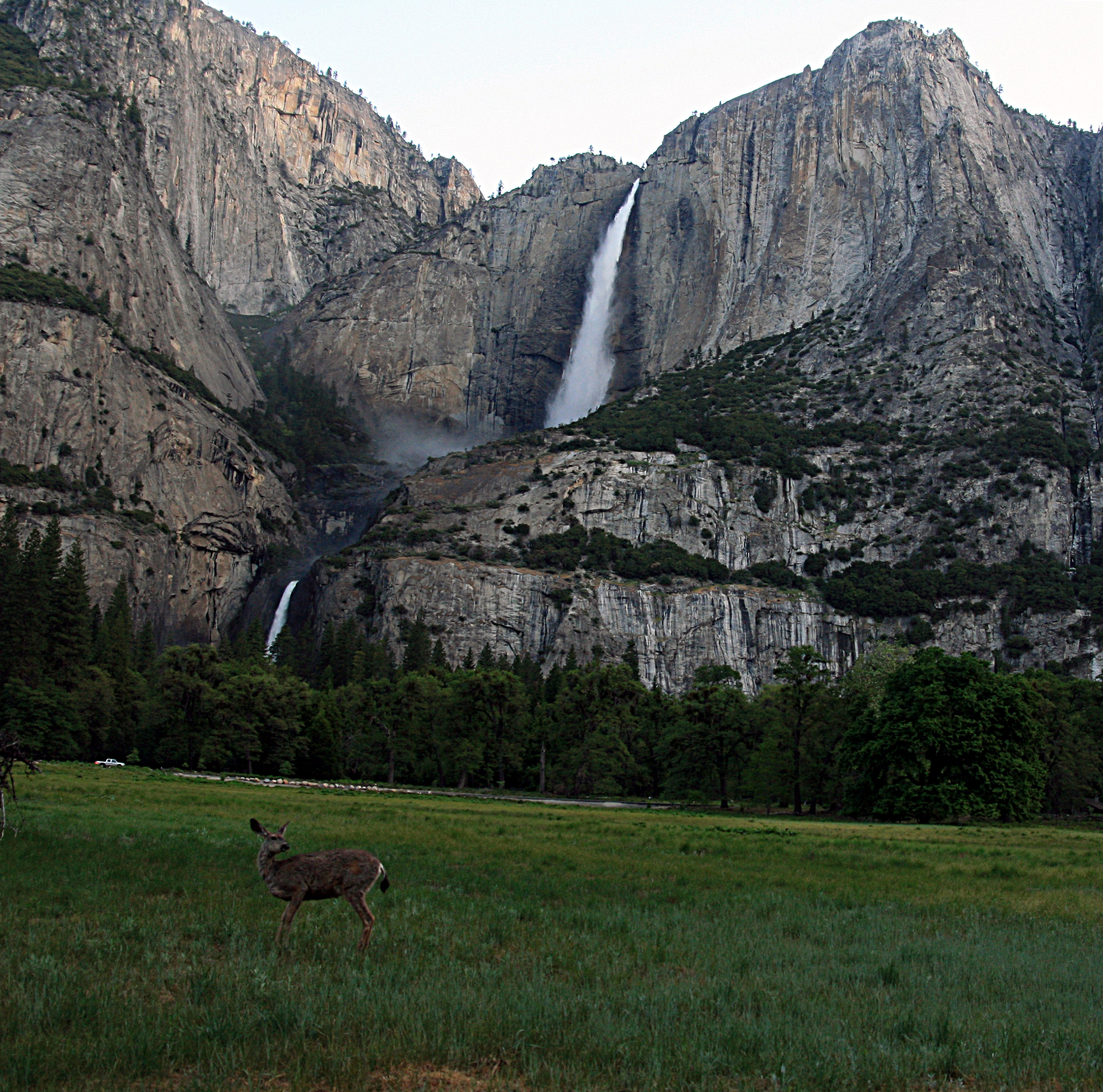
Vista de la catarata desde el Valle de Yosemite.

El salto Yosemite (Inglés: Yosemite Falls) es una cascada de 739 metros (o 2.425 pies) en el Parque nacional de Yosemité ('Yosemite National Park). Ese salto es indiscutiblemente una de sus atracciones más impresionantes y es una de las más altas de Norteamérica. Su agua cae en tres secciones peculiares, cuando llega al fondo. 
- Datos: Q491677
- Multimedia: Yosemite Falls / Q491677